# Rhyacia scythropa
Rhyacia scythropa är en fjärilsart som beskrevs av Charles Boursin 1963. Rhyacia scythropa ingår i släktet Rhyacia och familjen nattflyn. Inga underarter finns listade.